# Sinaloa
Sinaloaⓘ – stan w zachodnim Meksyku. Graniczy ze stanami: Sonora (na północy), Chihuahua (na północnym wschodzie), Durango (na wschodzie), Nayarit (na południu). Na zachodzie Sinaloę oblewają wody Oceanu Spokojnego i Zatoki Kalifornijskiej.

## Podział administracyjny
Sinaloa dzieli się na 18 gmin (hiszp. municipios).

## Historia
Już ok. 12 tys. lat p.n.e. pojawiały się tu grupy zbieracko-myśliwskie. Pierwsze stałe ludzkie osiedla datuje się na ok. 250 p.n.e. (okolice rzeki Baluarte). Ok. 900 n.e. w północnej części regionu (Culiacán i Guasave) rozkwitała kultura juto-aztecka. Kiedy do Meksyku przybyli Hiszpanie, Sinaloę zamieszkiwało 6 różnych plemion prowadzących wędrowny lub osiadły tryb życia. W 1529 roku Nuno Beltrán de Guzmán rozpoczął podbój północnego Meksyku.
Wykorzystywanie Indian jako niewolników oraz handel „żywym towarem” sprowokowały ich do wystąpienia przeciwko Hiszpanom. Jedno z powstań, na którego czele stanął wódz Ayapín, zmusiło miejscowych kolonistów do poproszenia o posiłki z sąsiedniej Nowej Galicji (Nueva Galicia). Ostatecznie Indianie zostali spacyfikowani, ale ich ciągłe zrywy zmusiły Hiszpanów do opuszczenia niektórych osiedli. W roku 1583 Indianie zabili znanego konkwistadora – Pedro de Montoyę, który podjął próbę kolonizacji.
Od 1591 roku zaufanie wśród Indian zaczęli zdobywać jezuici, którzy prowadzili misje ewangelizacyjne. Przez większość XVII w. opanowywanie nowych obszarów przez kolonistów było możliwe tylko dzięki działalności jezuitów. W roku 1732 na mocy dekretu królewskiego utworzona została prowincja Sinaloa. W 1767 wydany został dekret, na mocy którego jezuici mieli być usunięci z Nowej Hiszpanii. Rozporządzenie to spowodowało duże problemy dla regionu, w którym spokój istniał w dużej części dzięki misjom jezuickim. Po porzuceniu zakonów znajdujące się w ich pobliżu wspólnoty indiańskie zostały pozbawione swojej ziemi, a następnie zamienione w robotników rolnych albo zapędzone do pracy w kopalniach.
W 1810 r. dotarł tu ruch niepodległościowy, który został jednak szybko opanowany przez oddziały rojalistyczne. W okresie walk z Hiszpanami Sinaloa słynęła jako ośrodek nielegalnej kontrabandy i przemytu. Po uzyskaniu przez Meksyk niepodległości w roku 1821 Sonora i Sinaloa tworzyły jedną jednostkę administracyjną. Dopiero w 1830 r. doszło do podziału na dwa odrębne stany. Przez następne lata miejscowi posiadacze ziemscy praktycznie rządzili samodzielnie w stanie, który tylko formalnie podlegał rządowi federalnemu.
W czasie walk o władzę pomiędzy stronnictwami liberałów i konserwatystów wojska brytyjskie i amerykańskie próbowały opanować miasto Mazatlán dla rzekomej obrony interesów obcokrajowców w Meksyku. Elita z Sinaloi popierała konserwatystów w ich walce przeciwko Benito Juárezowi. Po rozpoczęciu interwencji francuskiej w latach 60. stan był okupowany przez wojska wierne narzuconemu cesarzowi Maksymilianowi I. W 1867 r. Francuzi zostali pokonani, a Sinaloa opanowana przez oddziały federalne wierne Juarezowi.
W okresie tzw. porfiriatu (1876–1910) stan rozwinął się pod względem gospodarczym, ale niewielka liczba ludności ograniczała dalszy rozwój. W czasie rewolucji meksykańskiej Sinaloa była chwilowo okupowana przez Pancho Villę.
W roku 1917 armia federalna z powrotem opanowała stan. Po zakończeniu rewolucji pewne konflikty wywołała reforma rolna, którą poparła rządząca autorytarnie partia PRI. Uderzała ona w duże gospodarstwa rolne, jednakże rzadkie zaludnienie zapobiegło dalszej eskalacji sporów z właścicielami ziemskimi. W ostatnich latach bliskość granicy ze Stanami Zjednoczonymi spowodowała pojawienie się takich niekorzystnych zjawisk jak handel narkotykami.

## Warunki geograficzne i klimatyczne
W krajobrazie stanu da się zauważyć trzy rodzaje ukształtowania: nadbrzeżne równiny (na zachodzie), góry – tzw. sierry (na wschodzie) oraz doliny pomiędzy nimi.
Większość rzek wypływa z pasma górskiego – Sierra Madre Occidental, a następnie uchodzi do Zatoki Kalifornijskiej i Oceanu Spokojnego. Największymi rzekami są: Rio Fuerte i Sinaloa.
W Sinaloi klimat jest bardzo zróżnicowany w zależności od poszczególnych regionów. Na nadbrzeżnych równinach panuje klimat gorący, w dolinach jest bardziej umiarkowany lub przechodzący w gorący, a w górach jest już dużo chłodniej.
Podczas letnich miesięcy (czerwiec, lipiec i sierpień) średnie dzienne temperatury wynoszą ok. 32 °C, w zimie (grudzień, styczeń i luty) spadają do 27 °C. Większość opadów występuje w lipcu, sierpniu i wrześniu. W stolicy stanu – mieście Culiacán średnia roczna temperatura wynosi ok. 24 °C, a średnia opadów 54 cm.
Do pospolitych drzew należą: dęby, kapoki, topole. Na wybrzeżu spotyka się wiecznie zieloną roślinność namorzynową. Z fauny zwierzęcej występują: jelenie, borsuki, wiewiórki, aligatory i szopy pracze. Swoje stanowiska mają takie ptaki jak: jastrzębie, kaczki i jaskółki.

## Gospodarka
Poszczególne sektory gospodarki stanu według ich udziału w PKB kształtują się następująco: przemysł (8%), usługi (21%), handel (19%), transport (11%), finanse (16%), rolnictwo (21%), budownictwo (3%) i górnictwo (1%). 
Przeważa więc rolnictwo i hodowla, a także rybołówstwo. Zakłady przemysłowe są powiązane głównie z gospodarstwami rolniczymi. Oprócz tego produkuje się tu wyroby włókiennicze.
Uprawia się: warzywa, fasolę, pszenicę, ziemniaki, soję i trzcinę cukrową. Duża część upraw opiera się na nawadnianiu i użyciu zmechanizowanych metod.
Do niedawna ważnym źródłem utrzymania pozostawało też pszczelarstwo, ale przybycie pszczół afrykańskich spowodowało zamknięcie wielu pasiek.
Rybacy poławiają m.in.: tuńczyki, marliny i sardynki. Do głównych surowców mineralnych, które eksploatuje się w Sinaloi, należą: złoto, srebro, ołów i cynk.

## Turystyka
Popularną miejscowością wypoczynkową jest Mazatlán, położony u wybrzeży Oceanu Spokojnego. W mieście Los Mochis startuje trasa popularnego wśród turystów pociągu Ferrocarril Chihuahua al Pacífico, zwanego El Chepe, który przecina m.in. Miedziany Kanion. Założone w 1531 Culiacán jest jednym z najstarszych miast w Meksyku. Na liście Pueblos Mágicos w stanie Sinaloa znajdują się miejscowości: Cosalá, El Rosario, El Fuerte, Mocorito i San Ignacio.

## Galeria

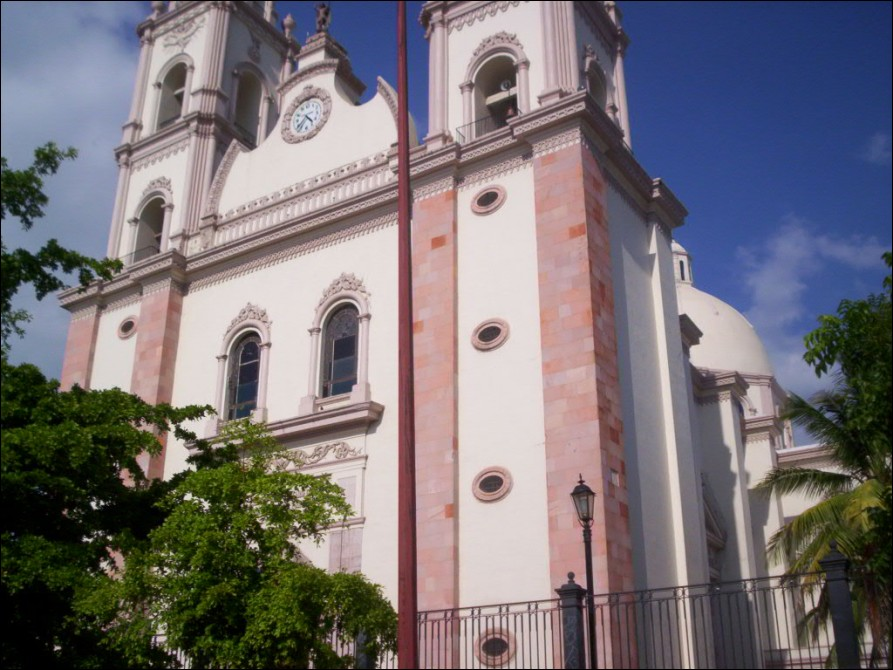
Katedra w Culiacán
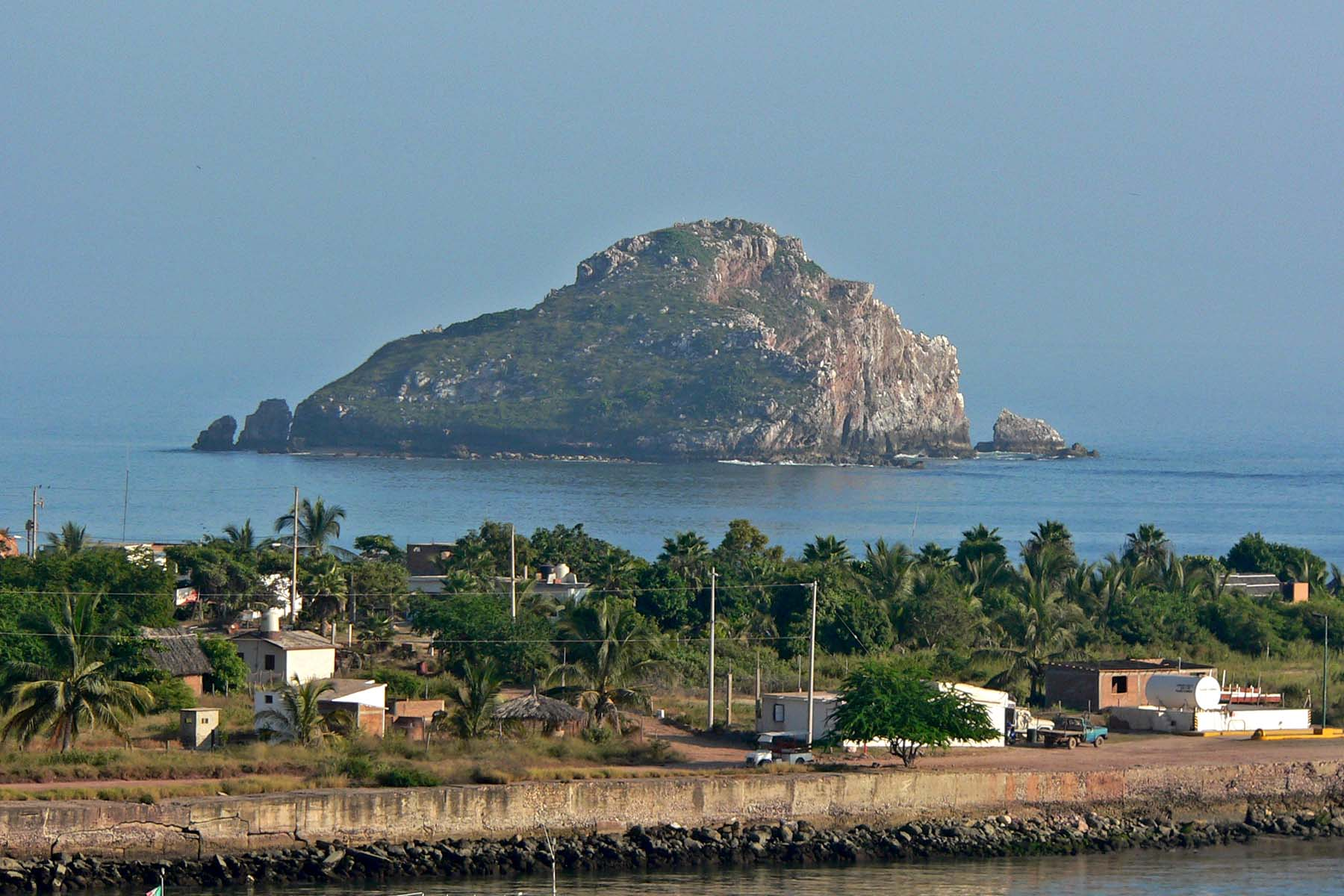
Isla Cordones
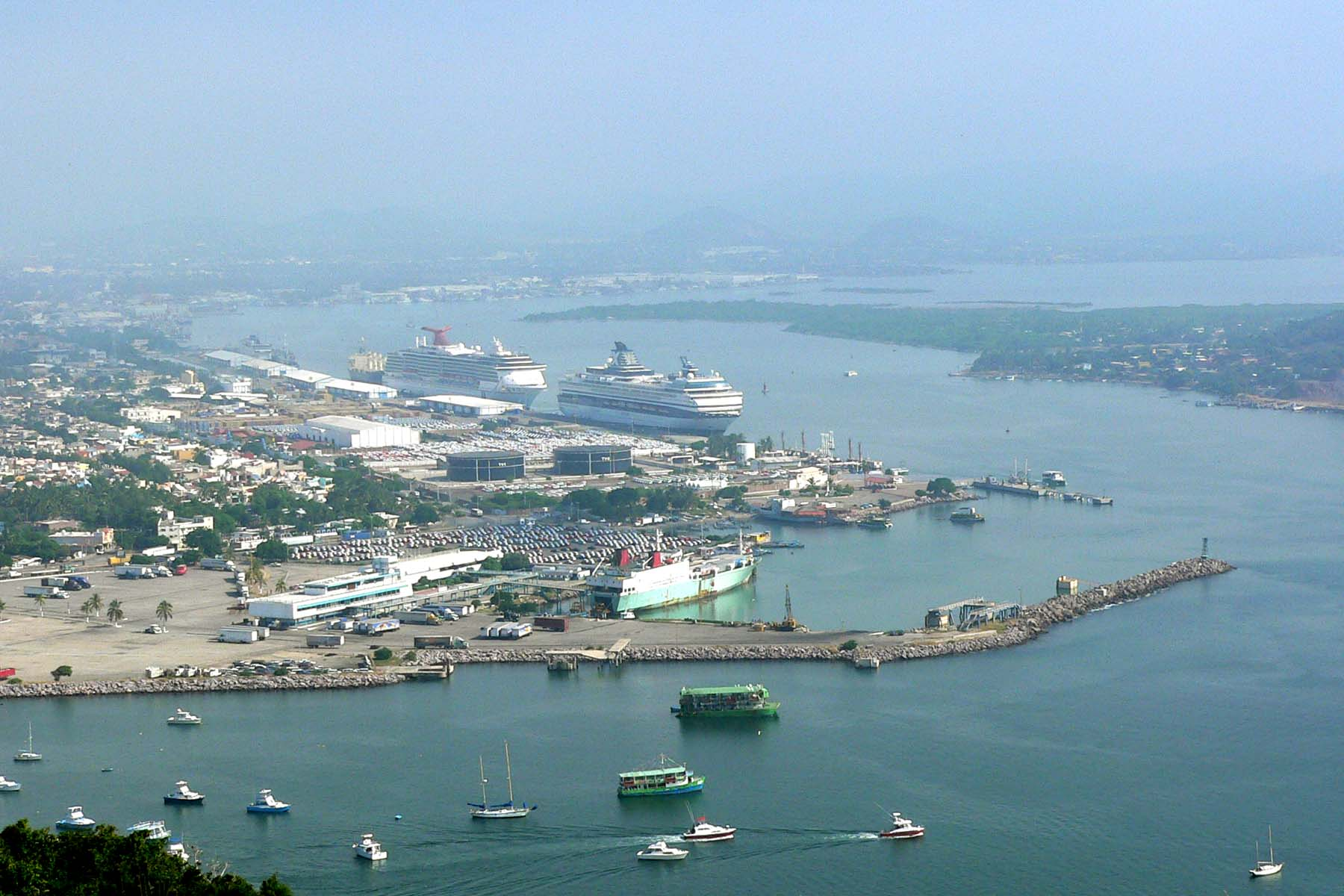
Mazatlán
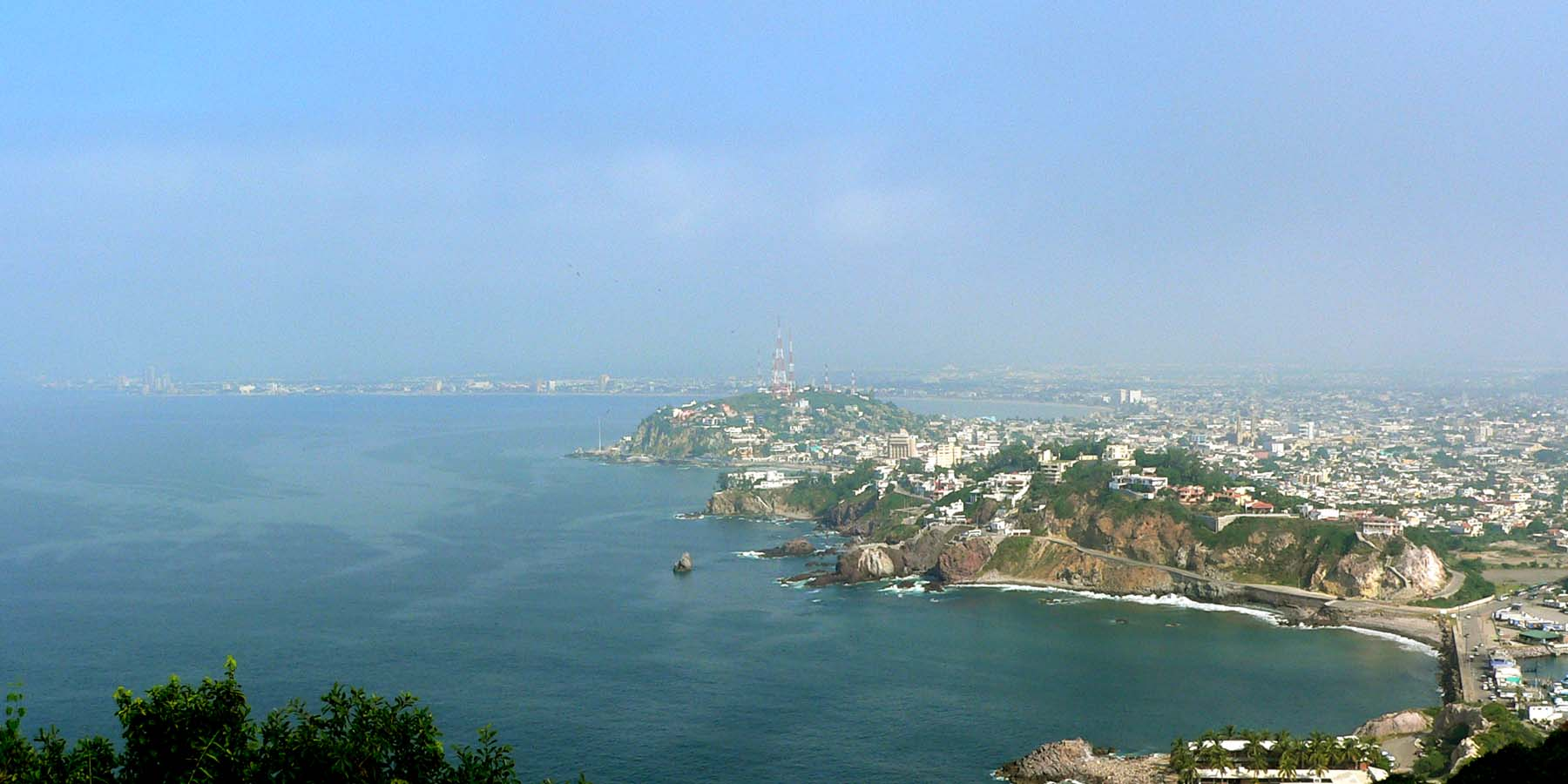
Mazatlán